# 地獄怪客：血后的崛起
《地獄怪客：血后的崛起》（英語：Hellboy，前稱作）是一部於2019年拍攝的美國超級英雄電影，由尼爾·馬歇爾執導。改編自黑馬漫畫旗下的漫畫《地獄怪客》，由麥克·米格諾拉所創作，同時也是「地獄怪客系列電影」的重啟版。故事敘述地獄怪客試圖阻止一個打算毀滅全人類的遠古女巫。
由大衛·哈伯主演地獄怪客，其他演員包括伊恩·麥克夏恩、蜜拉·喬娃維琪、金大賢和莎夏·蓮恩。該片於2019年4月12日在美國上映。電影上映後獲得了失敗的口碑，也被視為票房炸彈。

## 演員
- 大衛·哈伯 飾 地獄怪客
- 伊恩·麥克夏恩 飾 崔佛·布魯（英语：Trevor Bruttenholm）
- 蜜拉·喬娃維琪 飾 「血后」薇薇安·妮妙
- 潘妮洛普·米契爾（英语：Penelope Mitchell） 飾 金妮妲
- 莎夏·蓮恩（英语：Sasha Lane） 飾 艾莉絲·摩納漢
- 金大賢 飾 班·達米歐少校（英语：Ben Daimio）
- 湯馬斯·海登·喬許 飾 龍蝦強森（英语：Lobster Johnson）
- 艾瑪·泰特（英语：Emma Tate (actress)） 配音 雅加婆婆（英语：Baba Yaga (Hellboy)）

## 製作
2017年5月，《地獄怪客》的創始人麥克·米格諾拉在個人的Facebook頁面上宣布，《地獄怪客》將推出重啟電影，定名為《Hellboy: Rise of the Blood Queen》，並由尼爾·馬歇爾執導、大衛·哈伯主演地獄怪客。米格諾拉還表示，這和以往的系列不同，電影將會是R級。電影排定2018年上映。2017年8月，伊恩·麥克夏恩被選為飾演崔佛·布魯登荷姆的演員。而蜜拉·喬娃維琪則會飾演主要反派血后妮妙。2017年8月10日，《Hellboy: Rise of the Blood Queen》將副標題捨棄，現簡稱作《Hellboy》。2017年8月15日，莎夏·蓮恩加入飾演艾莉絲·摩納漢。2017年8月21日，艾德·斯克林將會在片中飾演班·達米歐少校。一星期後，斯克林因發現該角在原作是日裔美國人而自行請辭，他較希望該角該由亞裔演員來詮釋。2017年9月11日，據報導，金大賢有望接演達米歐一角，並在數日後證實接演該角。
2017年8月22日，哈伯在接受/Film網站採訪時透露，本片並不是一部起源電影，但仍會補充敘述一些重要的故事。

## 發行
2017年9月，《帝國雜誌》報導，該片將於2019年1月11日在美國上映；但獅門後來澄清，該報導是誤傳。 2017年11月，獅門影業正式宣布，該片在美國定於2019年1月11日上映。2018年9月，該片在美國延期至2019年4月12日上映。

### 評價
爛番茄根據204條評論，獲得17%的新鮮度，平均得分3.68／10。在Metacritic上，電影獲得了31分。

## 外部連結
- 互联网电影数据库（IMDb）上《地獄怪客：血后的崛起》的资料（英文）
- 爛番茄上《地獄怪客：血后的崛起》的資料（英文）
- AllMovie上《地獄怪客：血后的崛起》的资料（英文）
- Box Office Mojo上《地獄怪客：血后的崛起》的資料（英文）
- Metacritic上《地獄怪客：血后的崛起》的資料（英文）
- 開眼電影網上《地獄怪客：血后的崛起》的資料（繁體中文）
- 时光网上《地獄怪客：血后的崛起》的資料（简体中文）
- 豆瓣电影上《地獄怪客：血后的崛起》的資料 （简体中文）